# École nationale supérieure des beaux-arts

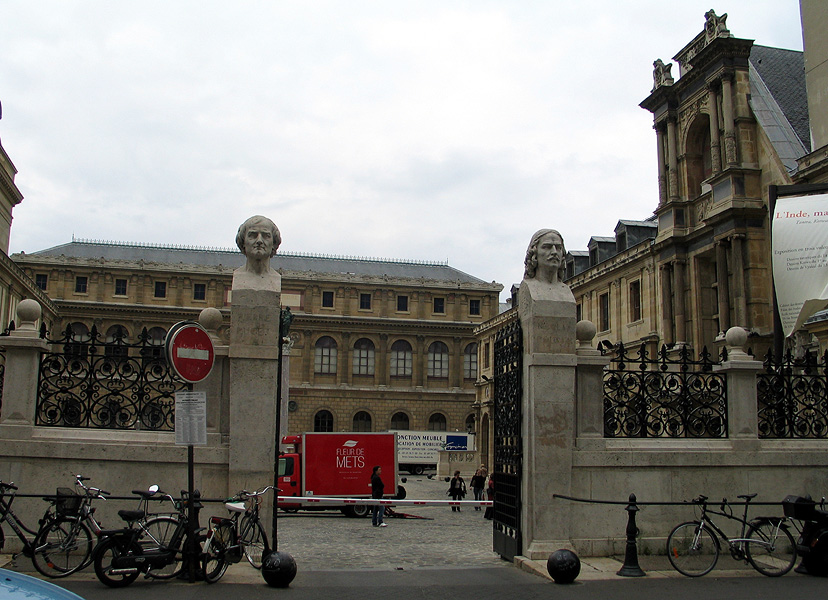

École Nationale Supérieure des Beaux-Arts (ENSBA) este Școala Națională Superioară de Arte Frumoase din Paris.

## Istoric
A fost fondată de Charles Le Brun în 1648 sub numele de Academia de sculptură și pictură. A fuzionat apoi în 1793 cu Academia de Arhitectură, fondată în 1671 de Jean-Baptiste Colbert. Oferă instruire în desen, pictură, sculptură, gravură. Predarea arhitecturii a încetat în 1968.